# Frank Weston Benson

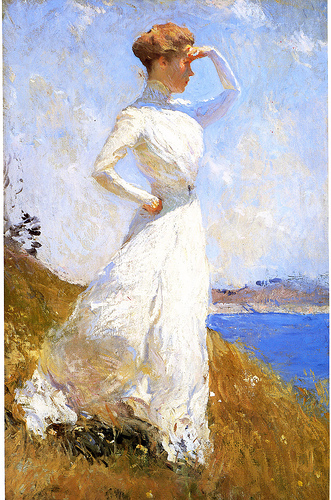
Léto, 1909

Frank Weston Benson, zkráceně Frank W. Benson, (24. března 1862 Salem – 15. listopadu 1951 Salem) byl americký umělec ze Salemu, Massachusetts, známý svými realistickými portréty, impresionistickými malbami, akvarely a lepty. Svou kariéru zahájil malováním portrétů členů významných rodin a nástěnných maleb pro Knihovnu Kongresu. Některé z jeho nejznámějších obrazů (Eleanor, Léto ad.) zobrazují jeho dcery v rodinném letním sídle Wooster Farm na ostrově North Haven ve státě Maine. Produkoval také četné olejové a akvarelové obrazy, lavírované kresby a lepty krajin a divokých vodních ptáků.
V roce 1880 začal Benson studovat na škole při Museu výtvarného umění v Bostonu (Museum of Fine Arts) u Otto Grundmanna a Frederica Crowninshielda.:s.263 V roce 1883 odcestoval do Paříže studovat na Julianově akademii. Po návratu se věnoval kariéře instruktora a posléze vedoucího katedry na škole při Museu výtvarných umění v Bostonu. Byl zakládajícím členem několika amerických uměleckých skupin a akademických klubů.

## Život

### Raná léta
Frank Weston Benson se narodil Georgovi Wigginovi Bensonovi, úspěšnému obchodníkovi s bavlnou z rodiny, která stála u založení města Salemu v Massachusetts. Benson získal úctu k moři od svého dědečka, kapitána Samuela Bensona. Když mu bylo 12, dostal plachetnici,:s.13 ve které brázdil vodní cesty a bažiny a závodil se svým bratrem Johnem Prentissem Bensonem. Na podporu vzdělávacích aktivit poskytli Bensonovi rodiče svým dětem týdenní příspěvek na podporu samostatného studia a koníčků, jako byly například taneční kurzy, přednášky na lyceu nebo nákup vybavení pro fotografování. Bratři se aktivně věnovali sportu, rybolovu a lovu.:s.16–17 Jeho bratr byl sám architektem a malířem. Na oba syny mohla mít vliv jejich matka, Elisabeth Poole Bensonová, o které Frank jednou napsal, že měla v horním patře domu „malou místnost“, kam chodila malovat a kde „zapomněla na zbytek světa“.

### Umělecká studia
Benson, vášnivý pozorovatel a lovec vodního ptactva, chtěl být ornitologickým ilustrátorem.:s.8 Ve věku 16 let namaloval po lovu svoji první olejomalbu. V roce 1880 začal studovat na škole při Muzeu výtvarných umění v Bostonu,:s.263 kde se spřátelil s několika dalšími budoucími malíři (Joseph Lindon Smith,:s.20 Robert Reid či Edmund Charles Tarbell). V létě 1882 již pořádal kurzy kreslení v Salemu a maloval krajiny.:s.263
K Bensonovým 21. narozeninám mu rodiče darovali 2 000 $ na studium v Evropě. Odcestoval do Paříže, kde v letech 1883–1884 studoval na Julianově akademii. Byt sdílel s Josephem Lindonem Smithem.:s.263 Na akademii studoval Benson u Julesa-Josepha Lefebvra, Williama Turnera Dannata a Gustava Boulangera. Gustave Boulanger, jeden z Bensonových učitelů na Akademii Julien, mu předpověděl: „Mladý muži, tvá kariéra je ve tvých rukou... zvládneš ji velmi dobře.“ Čas v Evropě trávil také v Anglii, Itálii, Belgii, Německu a Bretani.

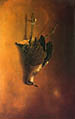
Rail, asi 1878–1879, soukromá sbírka
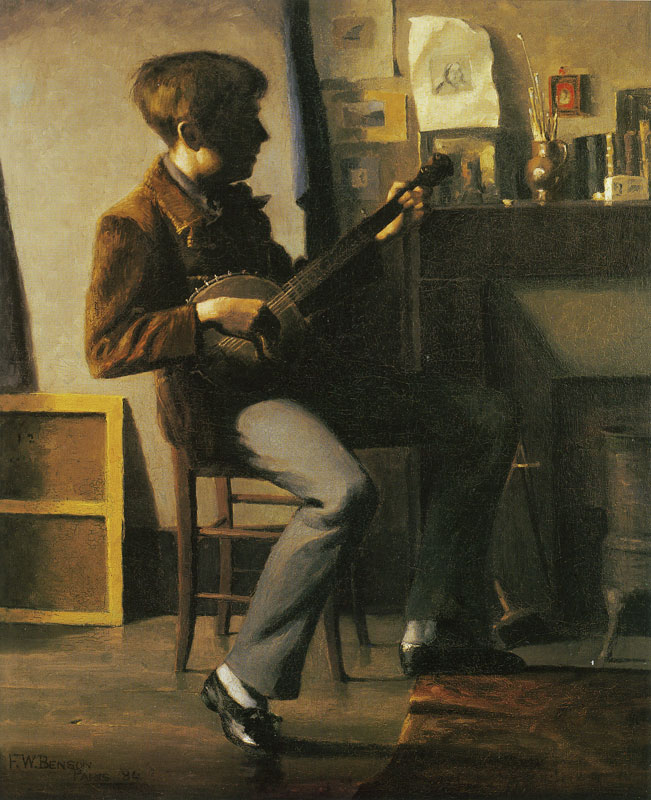
Portrét Josepha Lindona Smitha, 1884, soukromá sbírka

## Vlivy
Bensona „hluboce ovlivnili“ Johannes Vermeer a Diego Velázquez, mistři 17. století.
Impresionismus, zejména dílo Clauda Moneta, hrál hlavní roli ve vývoji Bensonova vlastního amerického impresionistického stylu. Inspiroval se zejména mistrovou paletou barev a tahy štětcem a živě zobrazoval „odražené světlo“, přesto si v kompozici zachoval určité osobité detaily.
Benson neexperimentoval s nově vznikajícími uměleckými formami, jako byl kubismus, expresionismus a fauvismus. Když se americký impresionismus rozšířil na postimpresionismus kolem roku 1913, Benson zůstal u tradičních žánrů a svého amerického impresionistického stylu, což bylo terčem dobové kritiky. Místo přírodních motivů s ptáky se stále více věnoval impresionistickým obrazům s postavami členů své vlastní rodiny.

### Manželství a děti
V létě roku 1884 Benson maloval v bretaňském Concarneau spolu s Willardem Metcalfem a Edwardem Simmonsem. Během pobytu se Benson zasnoubil s dcerou přátel ze Salemu Ellen Perry Peirsonovou. Vzali se v roce 1888 a vychovali spolu čtyři děti: Eleanor (nar. 1890), George (nar. 1891), Elisabeth (nar. 1892) a Sylvii (nar. 1898).:s.263

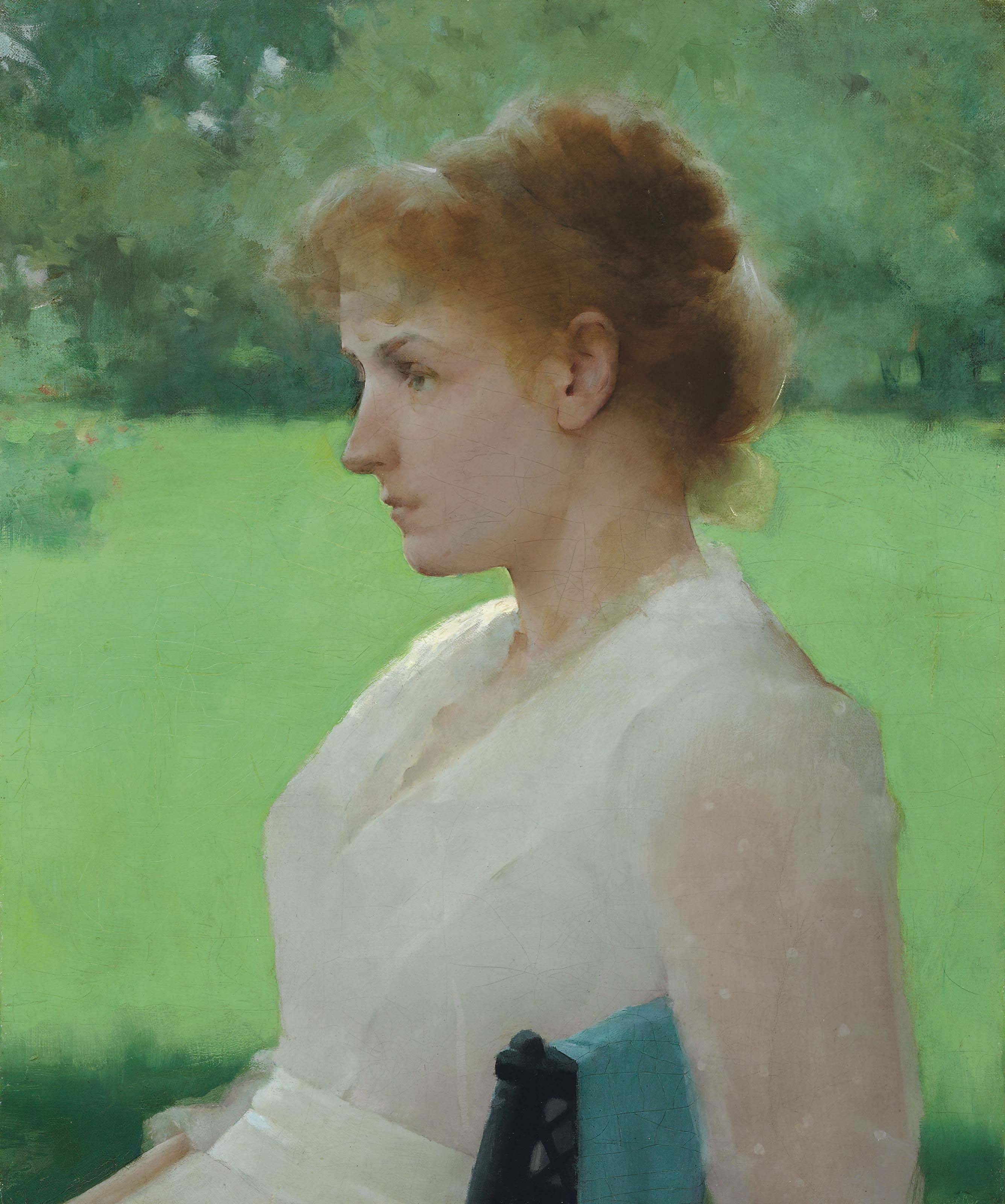
V létě 1887, soukromá sbírka. Portrét Ellen Perry Peirsonové.
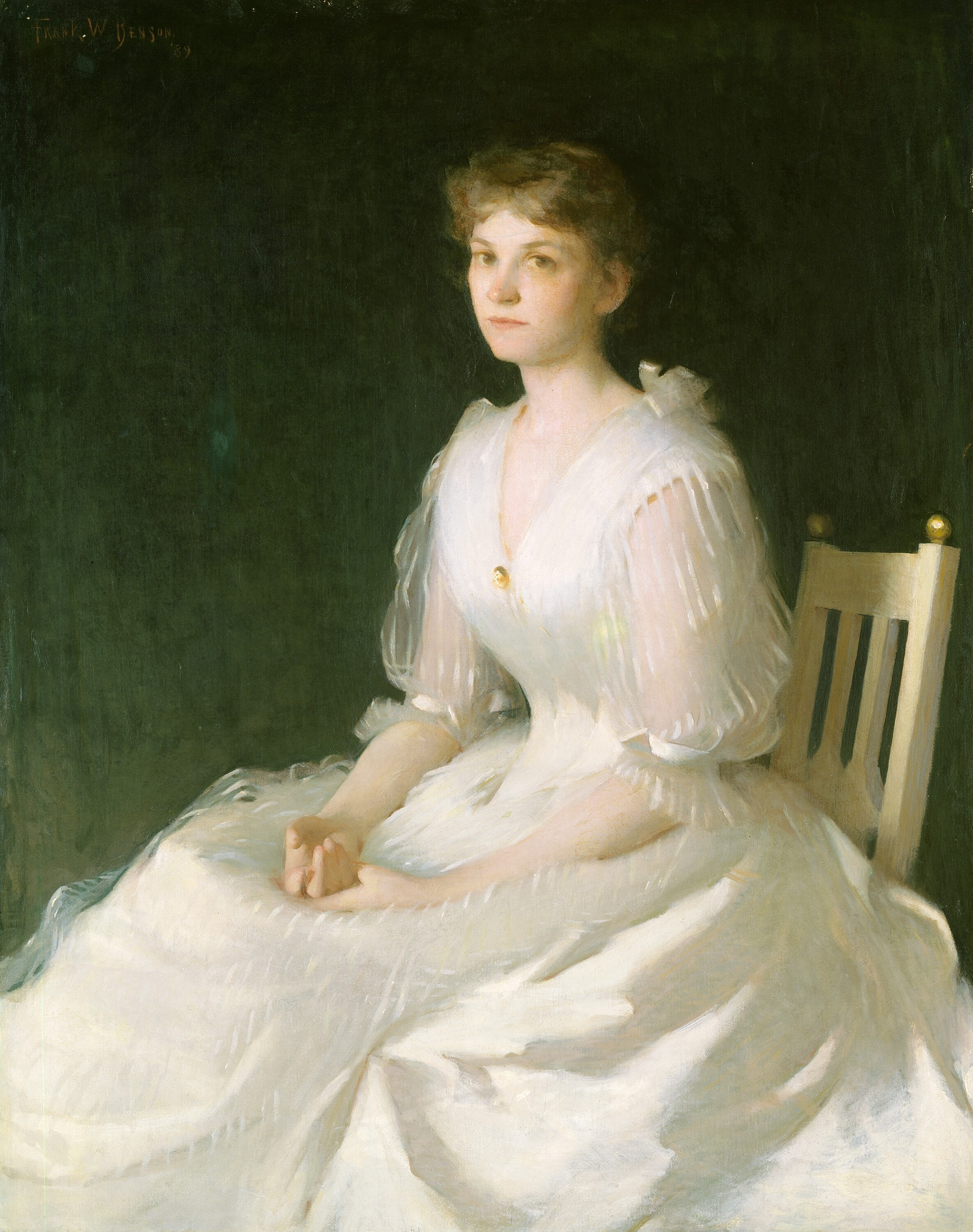
Portrét mé ženy, 1889, Národní galerie umění, Washington DC

## Dílo

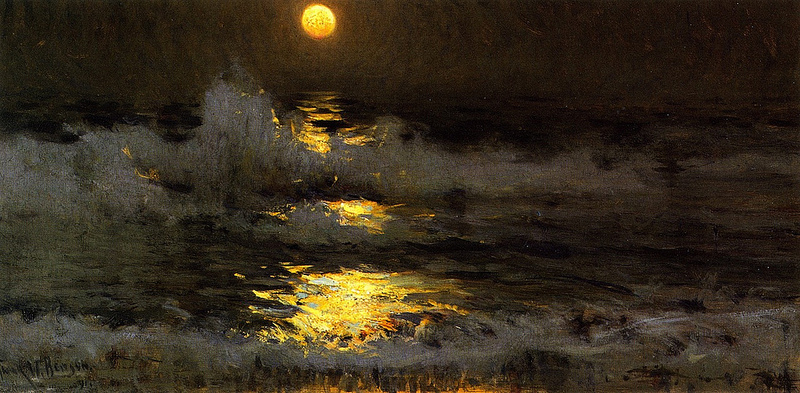
Moonlight on the Waters, 1899

Historik umění William H. Gerdts napsal o Bensonově díle: „Frank Benson namaloval několik nejkrásnějších obrazů, které kdy vytvořil americký umělec. Jsou to obrazy živé s odrazy mládí a optimismu, zobrazující způsob života zároveň nevinný a idealizovaný, ale i rezonující realitou své doby.“ His work was also part of the art competitions at the 1932 Summer Olympics and the 1936 Summer Olympics. Jeho práce byla také součástí uměleckých soutěží na Letních olympijských hrách 1932 a 1936.

### Realismus
Benson otevřel své první studio v Salemu v roce 1886 se svým přítelem Phillipem Littlem, kde malovali portréty.:s.263 O dva roky později si otevřel studio v Bostonu s Edmundem C. Tarbellem.:s.263 Upozornil na sebe představením svého díla ve Společnosti amerických umělců v New Yorku, a to dílem, které naznačovalo vliv akademického realismu. Na popud svého přítele Josepha Lindona Smithe strávil Benson několik let v Dublinu od roku 1889 do roku 1893,:s.26 kde maloval a byl ovlivněn Abbottem Thayerem. Na počátku 90. let 19. století začal malovat členy své rodiny.

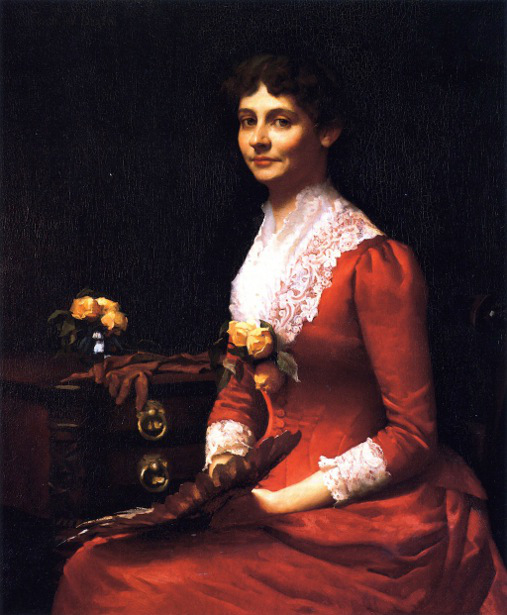
Portrét Margaret Washburnové, 1886, soukromá sbírka
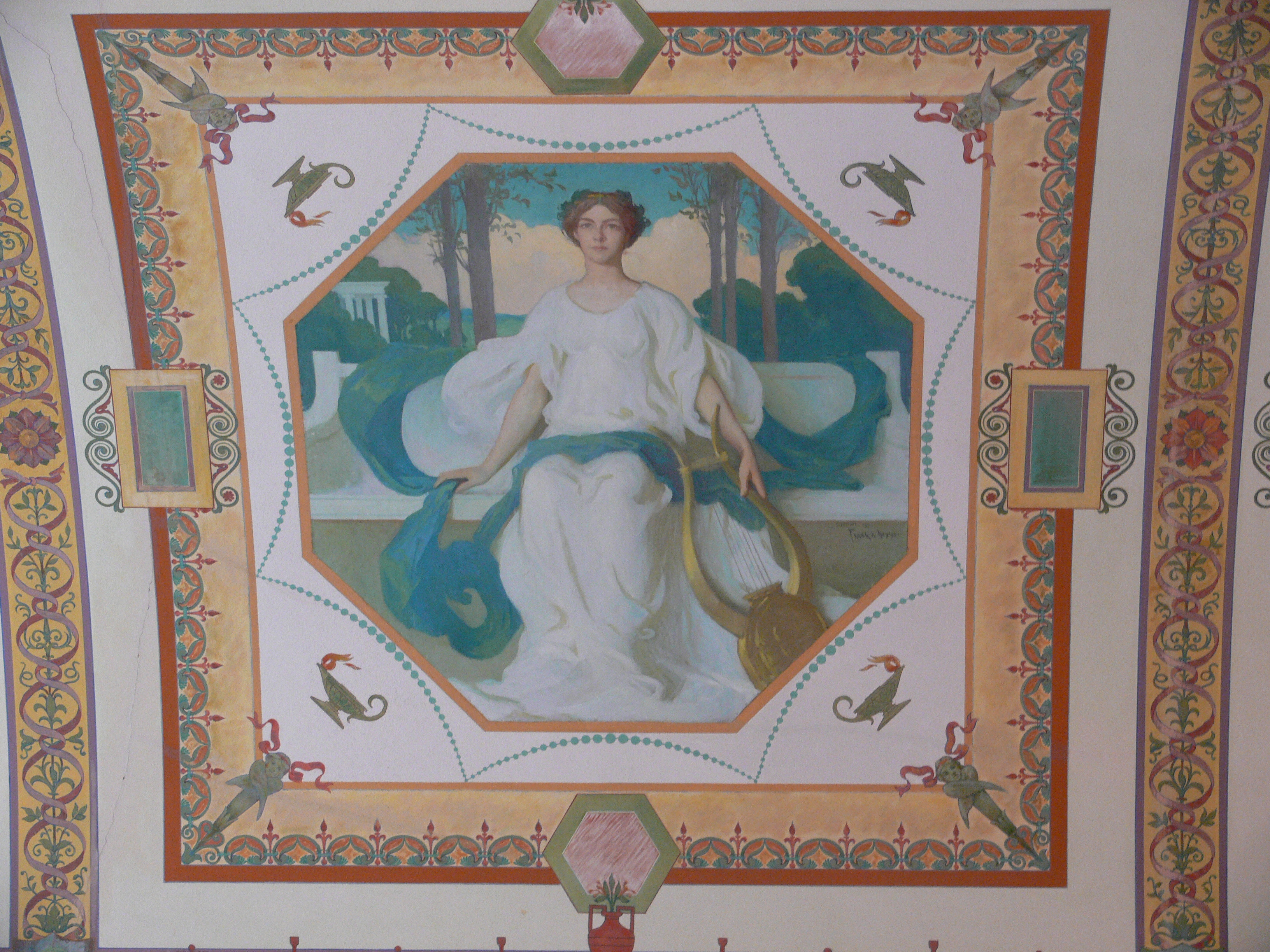
Milost: Thalia, nástěnná malba, 1900, Library of Congress, Washington, DC
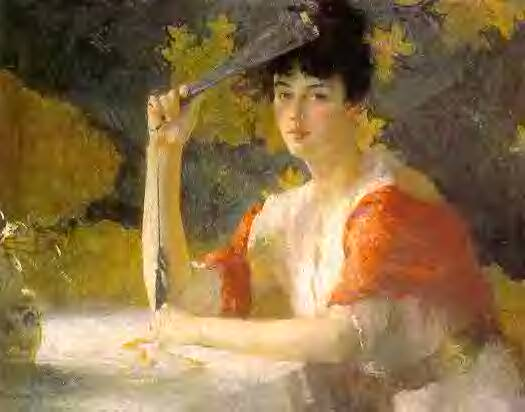
Red and Gold, portrét hraběnky Clelia de Candia, 1915, Butler Institute of American Art, Youngstown, Ohio

### Impresionismus
Teprve po vstupu do umělecké skupiny s názvem Deset amerických malířů v roce 1898 se Benson posunul od dekorativní malby nástěnných maleb (pro Kongresovou knihovnu) a alegorií ke skutečnému zájmu o plenérový impresionismus.
Rodina opustila Boston a strávila léta 1893 až 1900:s.263 v New Castle ve státě New Hampshire, kde Benson vytvořil některé ze svých prvních impresionistických obrazů, například Děti v lese a Sestry. Popularita Sester, malby dcer Elizabeth a Sylvie, která získala medaile na výstavách po celých Spojených státech a v Paříži, byla předzvěstí úspěchů příštích 20 let, kdy se Benson proslavil sérií obrazů své rodiny. Po New Castlu trávila rodina léto na ostrově North Haven v zálivu Penobscot ve státě Maine na farmě Wooster.:s.263 Benson maloval impresionistická díla se členy své rodiny na Wooster Farm. Letní dům poskytoval nádherný výhled na záliv a okolí. V blízkosti domu byl starý ovocný sad, rozlehlé lány poskytovaly dětem dostatek prostoru na hraní a zahrada byla situována u zalesněné oblasti.:s.72
Stejně jako francouzští impresionisté se i Benson soustředil na zachycení světla.
Prostřednictvím své role instruktora umění, umělecké práce a spojením s profesionálními organizacemi pro umělce se Benson stal vůdčí postavou amerického impresionismu. V roce 1898 Benson a devět dalších umělců, včetně Williama Merritta Chase, Thomase Dewinga, Childe Hassama a J. Aldena Weira, založili skupinu „Deset amerických malířů“. Pořádali každoroční výstavy svých děl v New Yorku, často se prezentovali v jiných městech, například v Bostonu, a stali se známými jako američtí impresionisté.

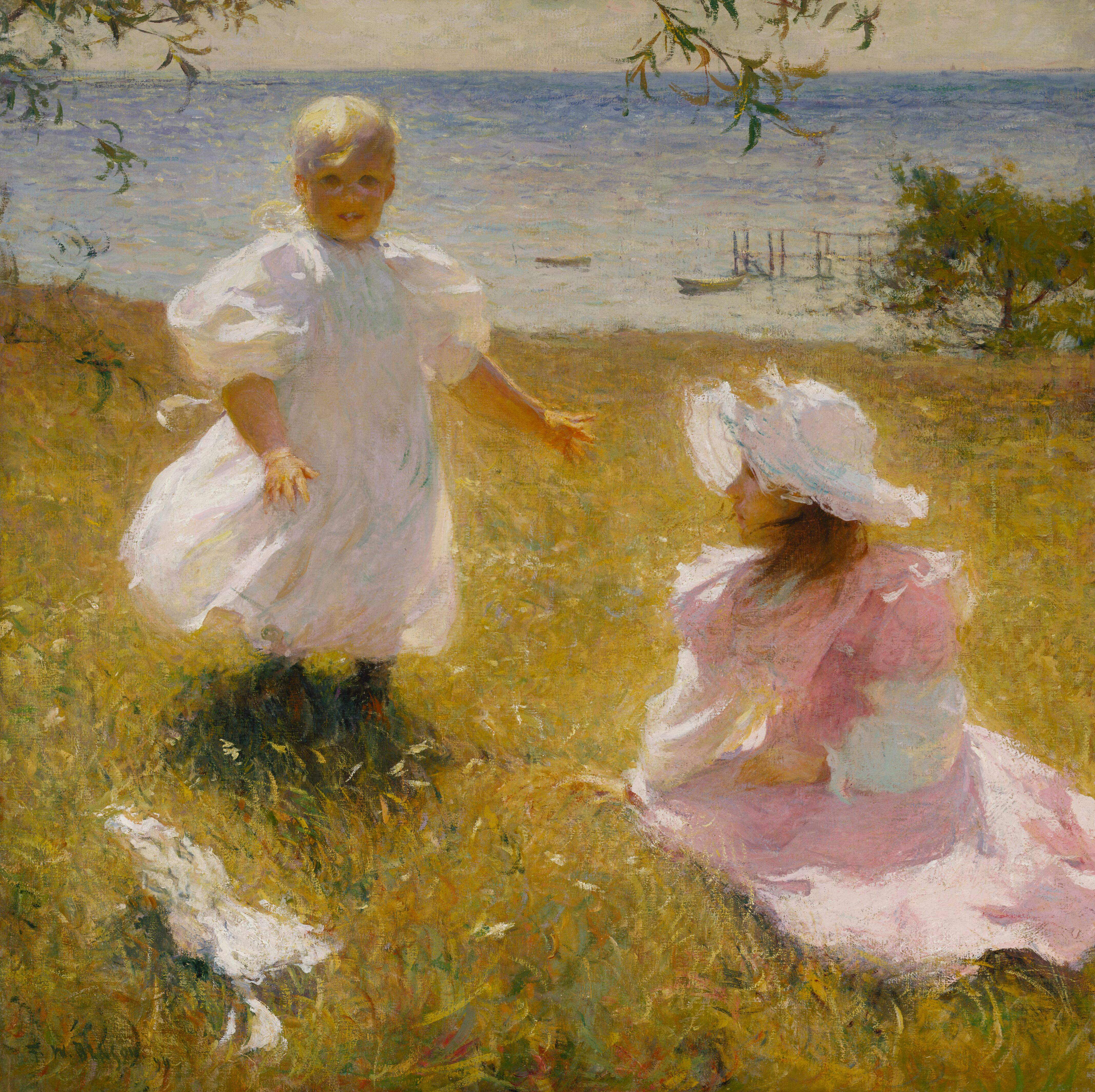
Sestry, 1899, Terra Museum, Chicago
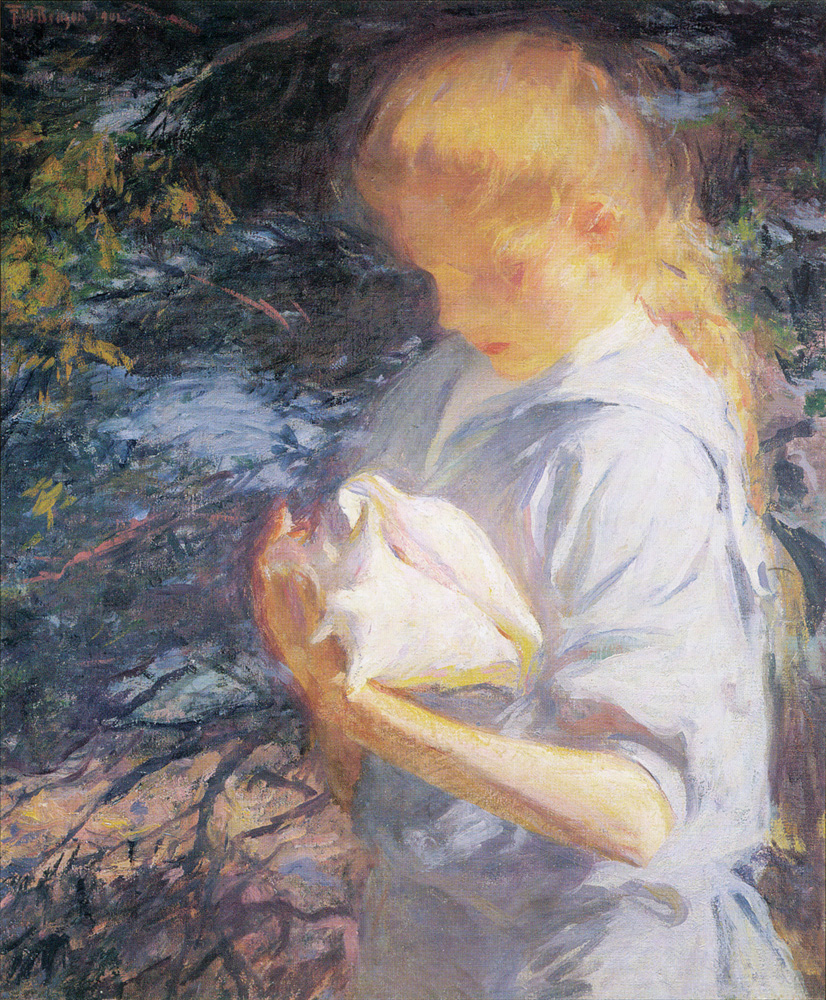
Eleanor Holding a Shell, 1902, soukromá sbírka
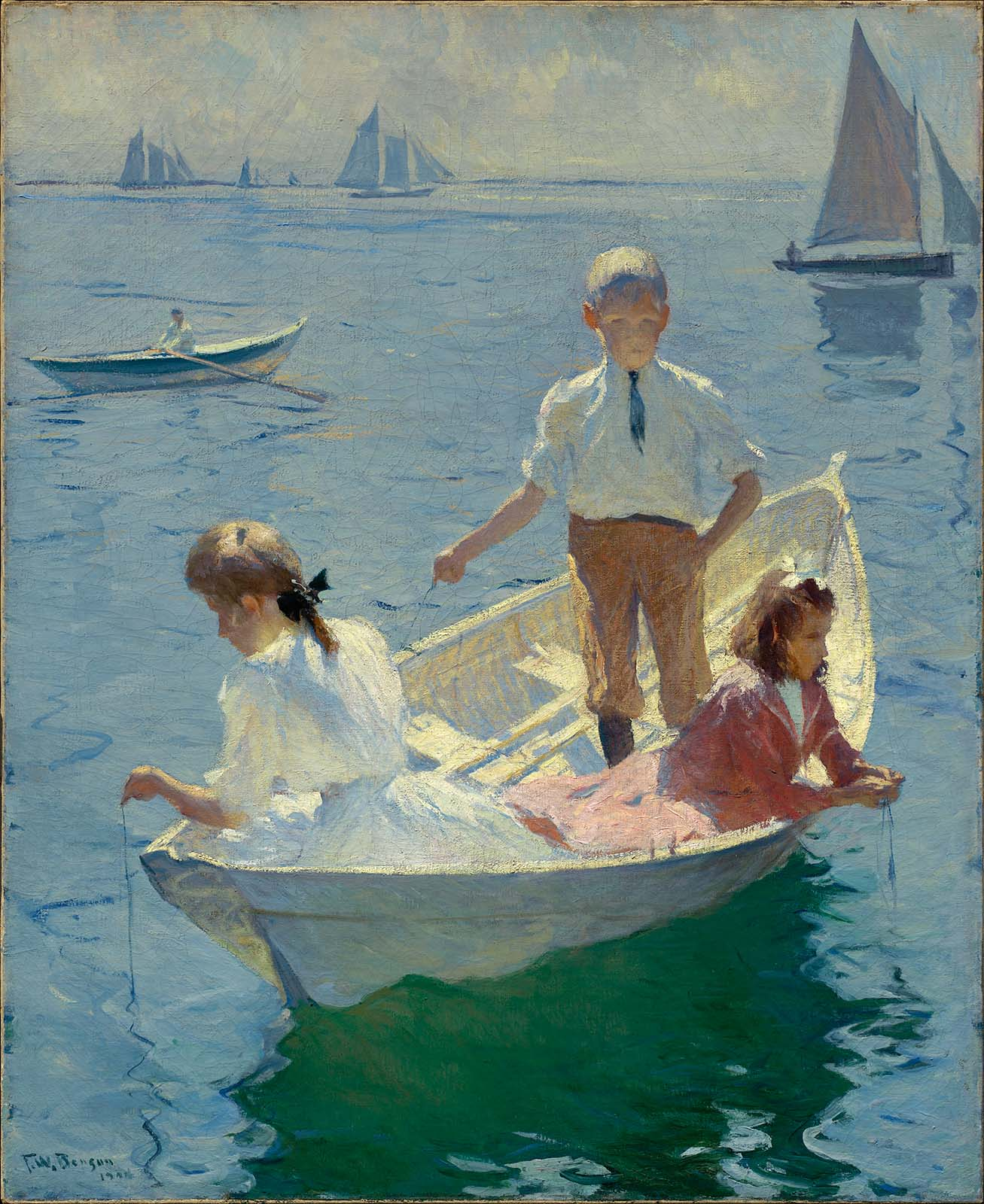
Calm Morning, 1904, Museum of Fine Arts, Boston
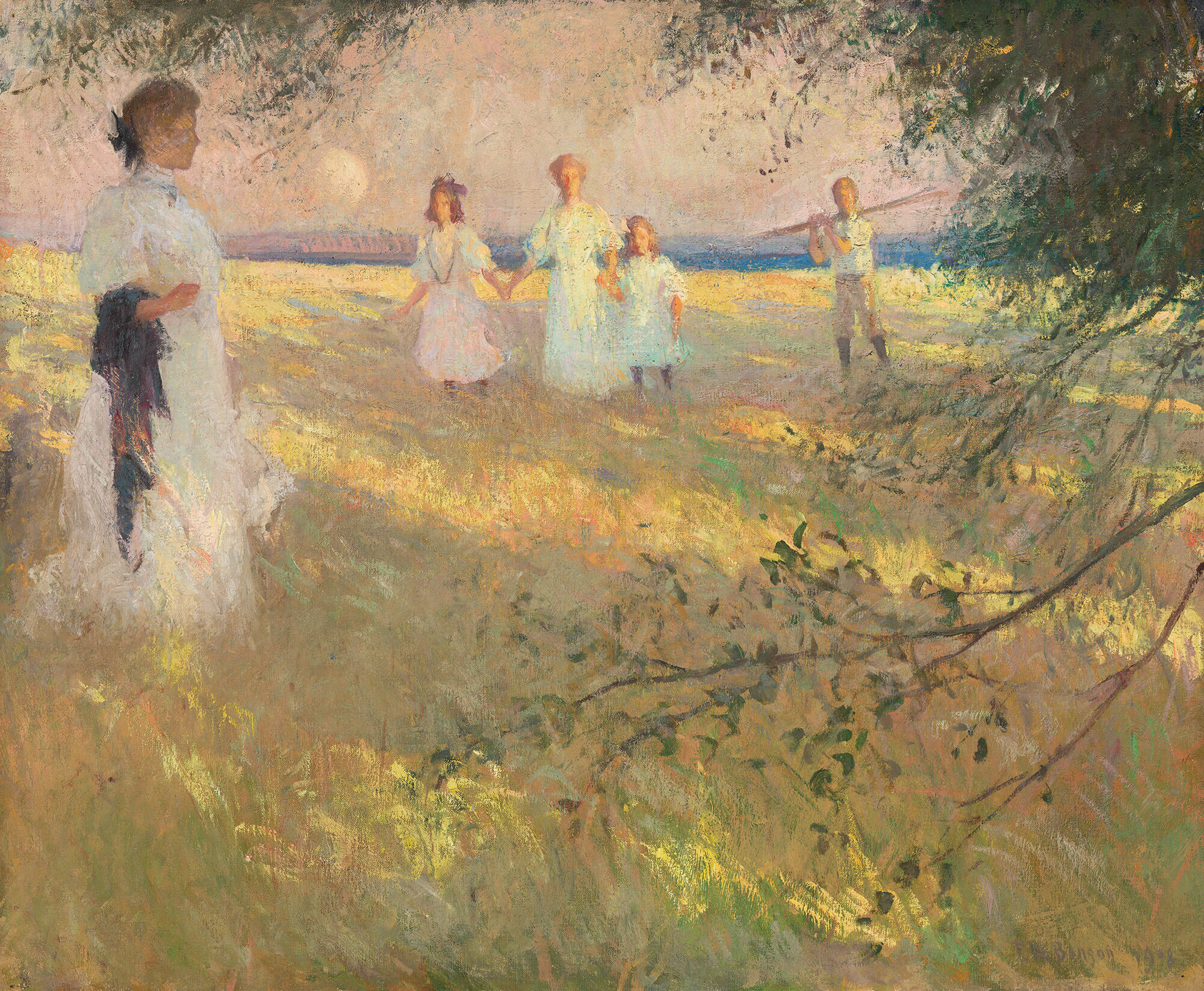
Večerní světlo, 1908, Cincinnati Art Museum, Ohio

### Zachycení divoké přírody

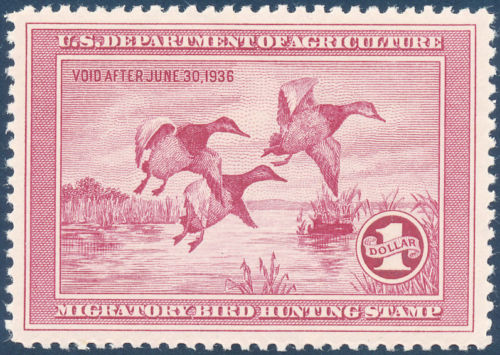
Poštovní známka amerického lovu stěhovavých ptáků na základě Bensonovy práce, 1935

Dříve než začal malovat impresionistické obrazy své rodiny, vytvořil v souvislosti s Bensonovým původním cílem stát se ornitologickým ilustrátorem celou řadu krajinomaleb s ptáky. K zachycení své lásky k divočině využíval několik technik, včetně lavírování, akvarelu, oleje, litografie a leptu.

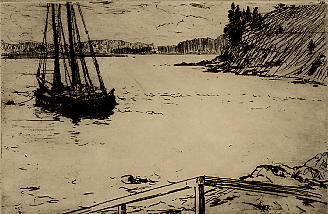
Anchorage, lept, 1915, Galerie umění, University of New Hampshire
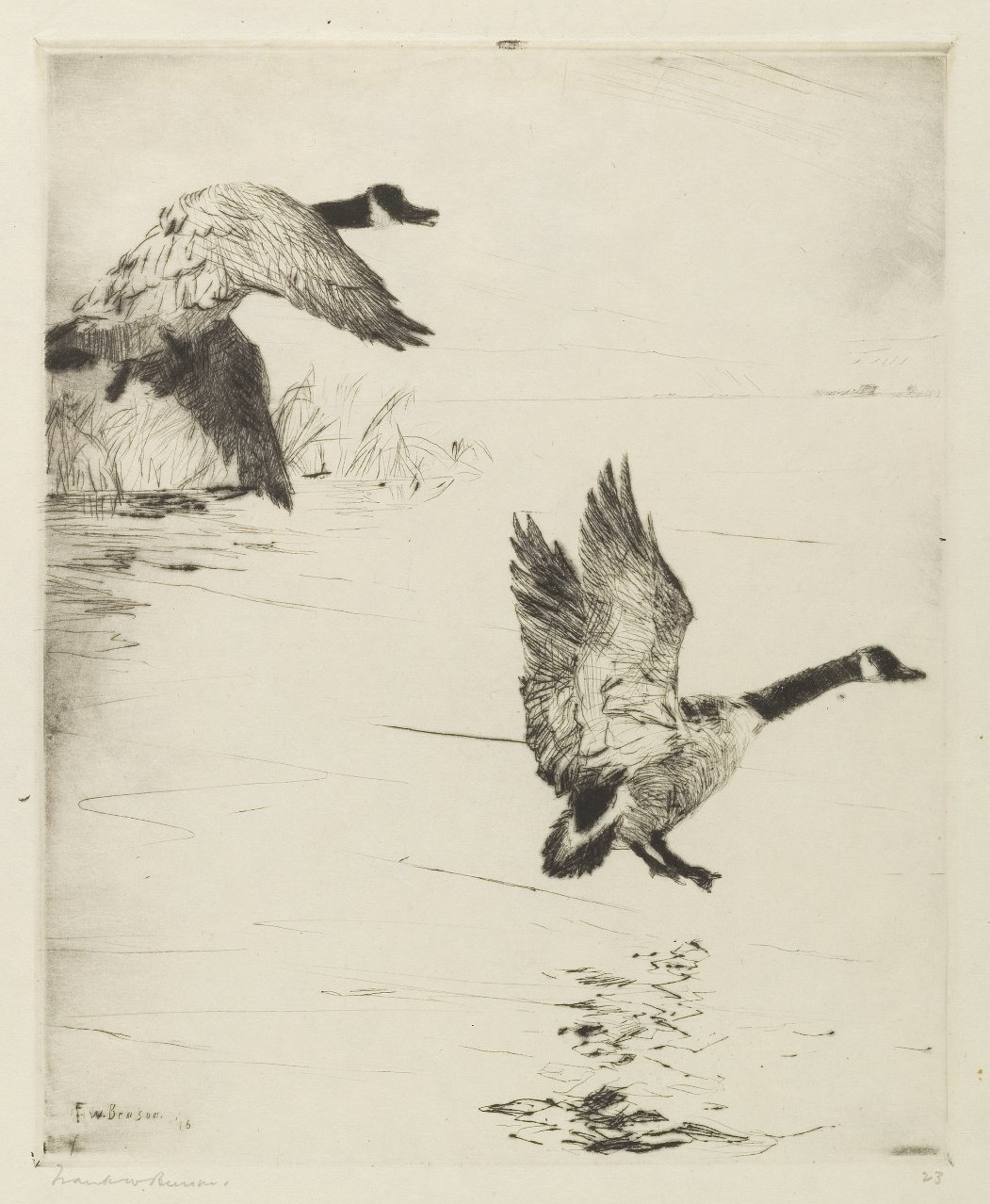
Vystoupení hus, asi 1916, lept, Brooklyn Museum, New York
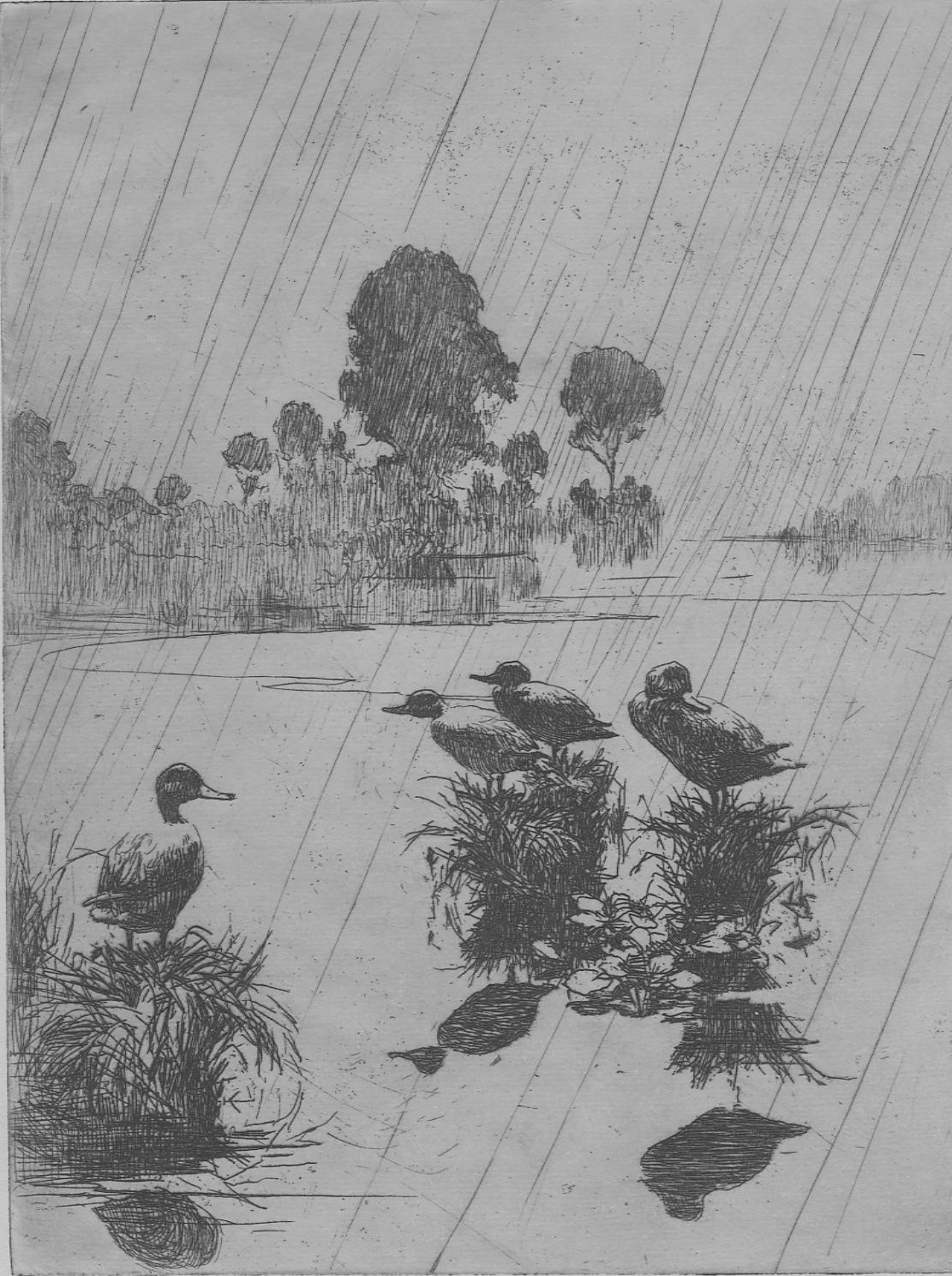
Ducks in the Rain, lept, 1918, Galerie umění, University of New Hampshire

### Galerie

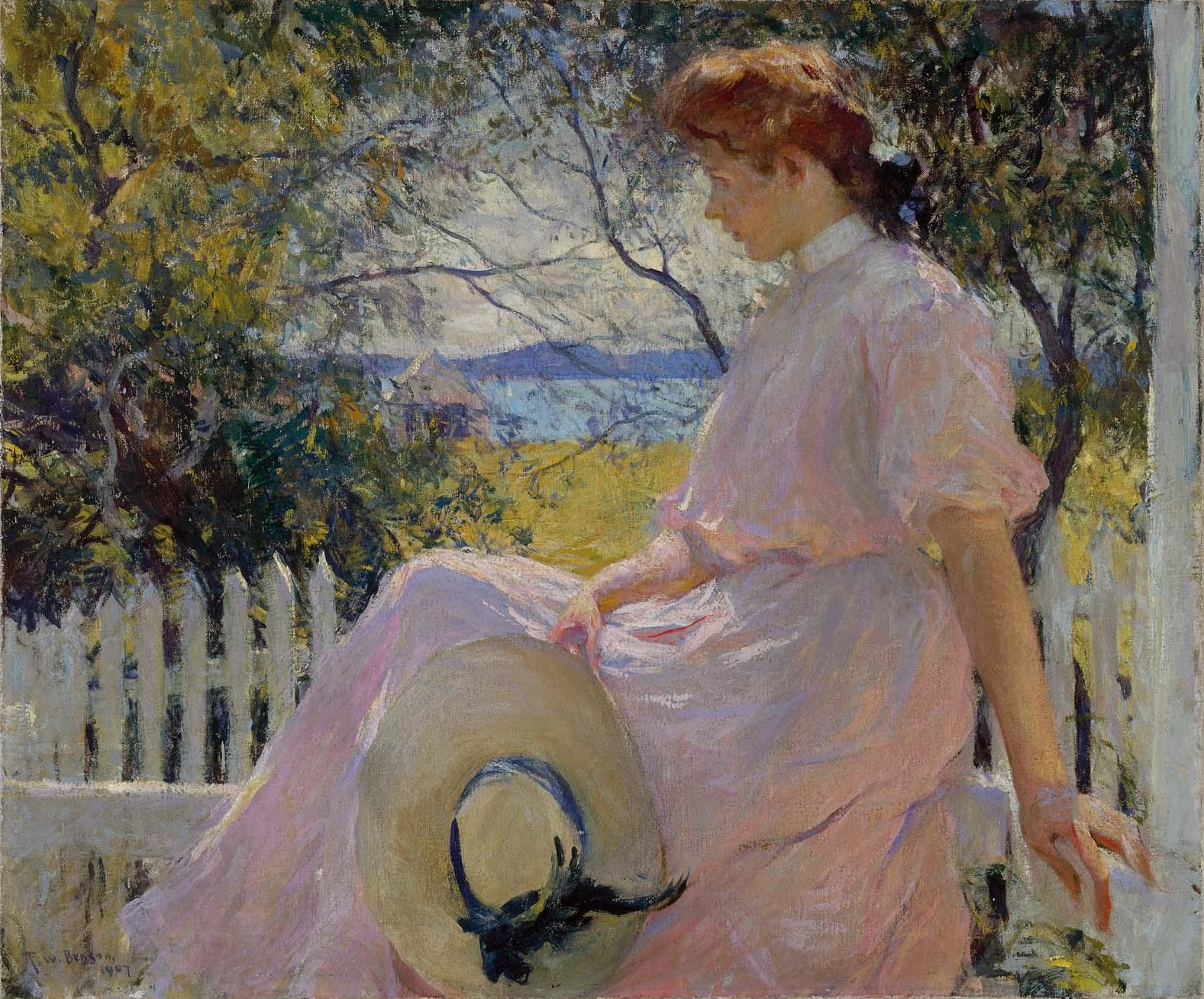
Eleanor, 1907
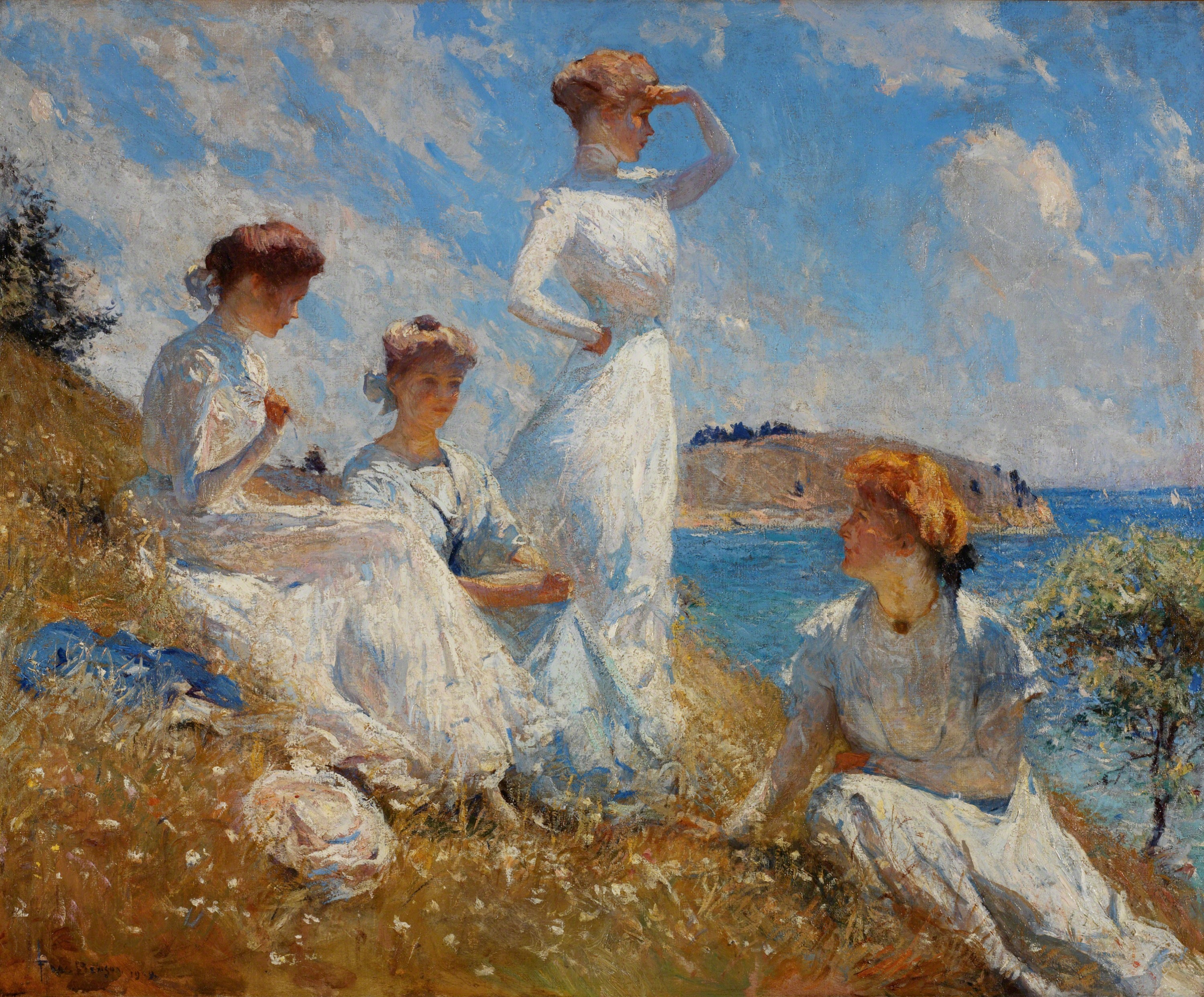
Summer, 1909
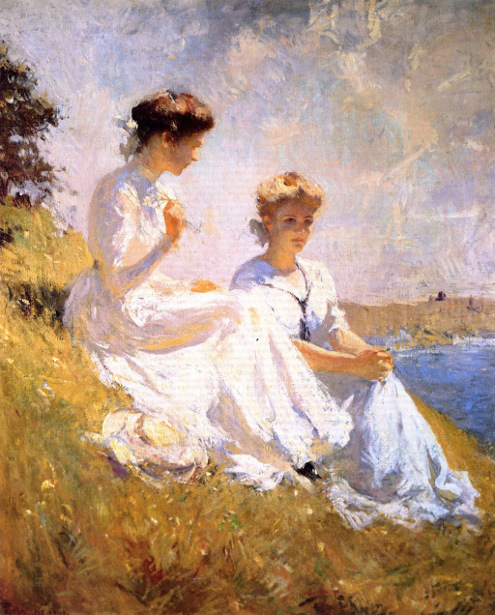
Elizabeth and Ann, asi 1909
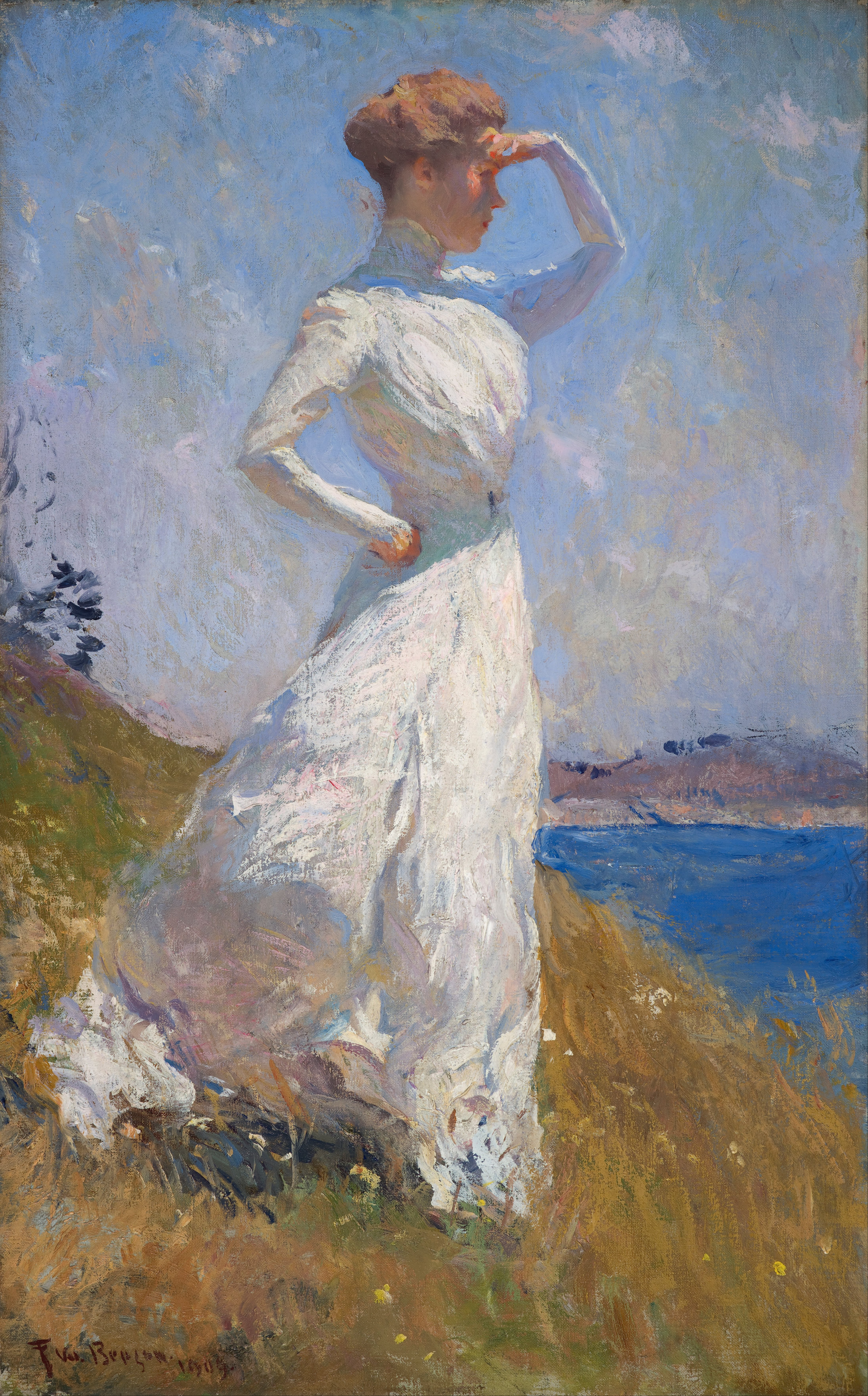
Summer, portrait of countess Rita de Candia, 1909
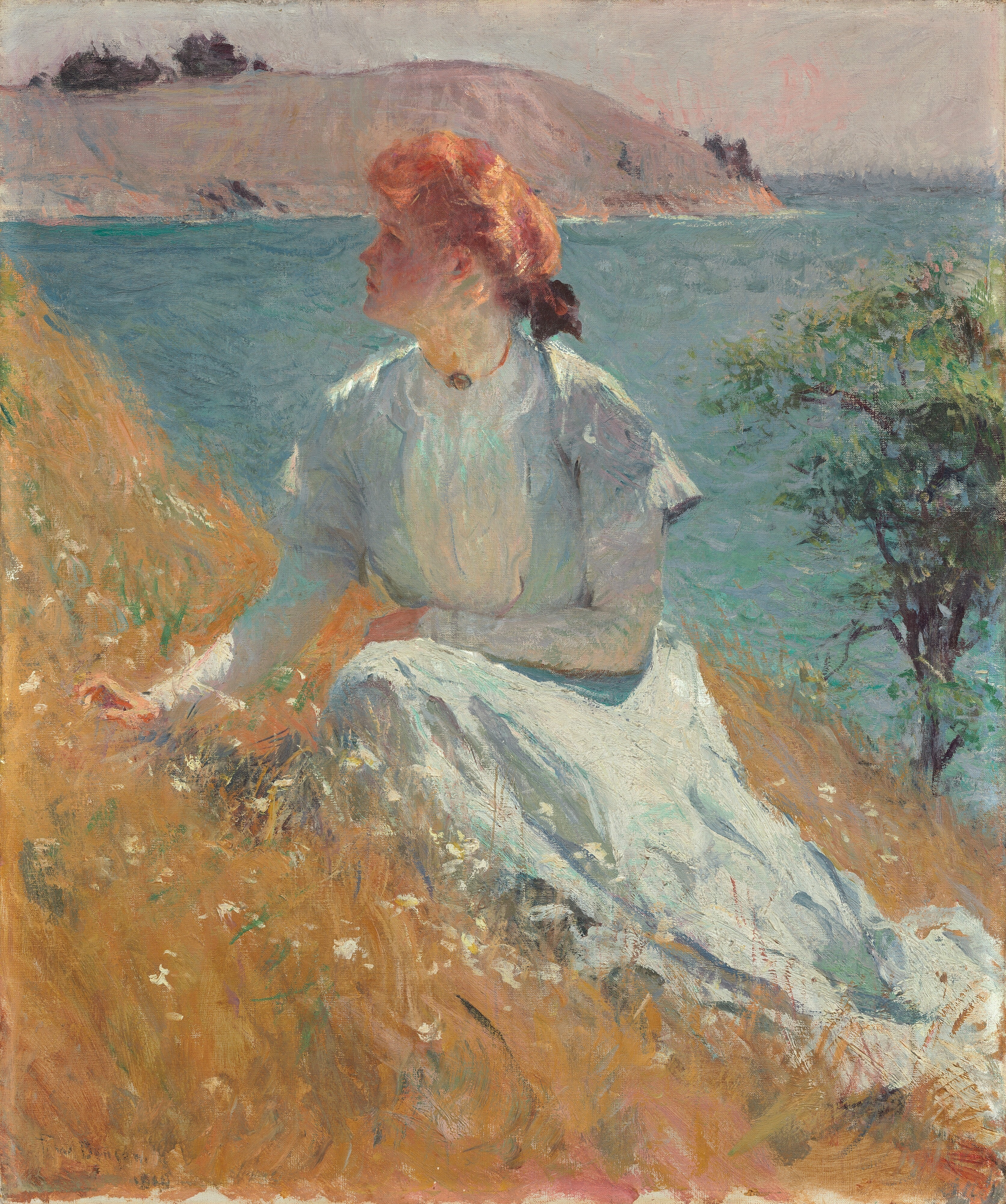
Margaret Gretchen Strong, 1909
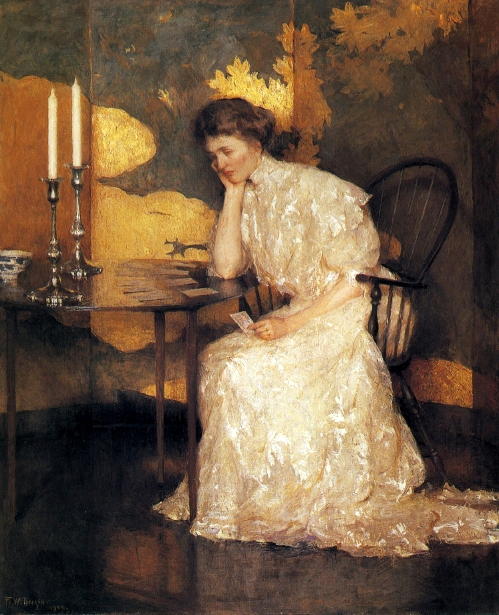
Playing Solitaire oil 1909
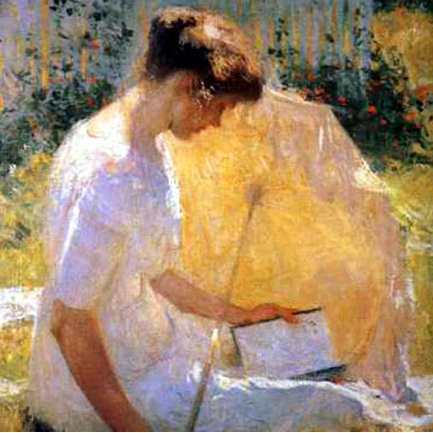
The Reader, portrait of countess Cecilia Maria de Candia, asi 1910
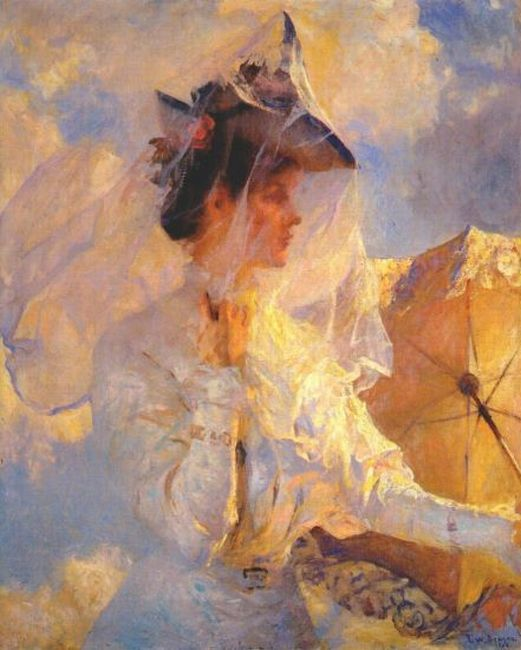
Against the Sky, asi 1912
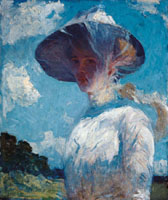
Study for Young Girl with a Veil, 1912
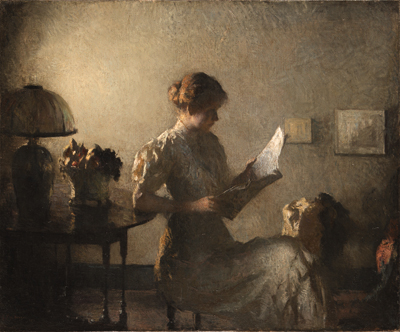
The Grey Room, 1913
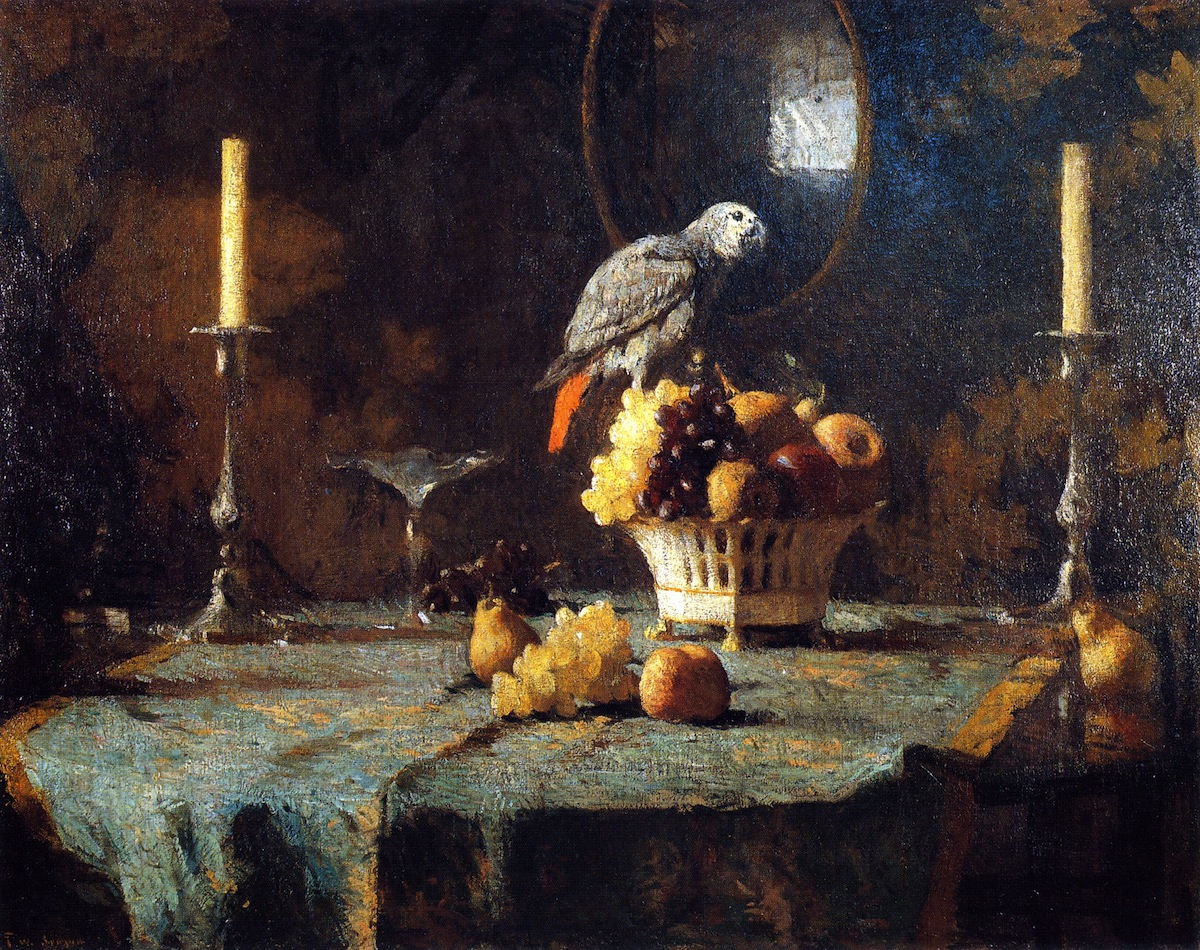
The Dining Room Table, 1919
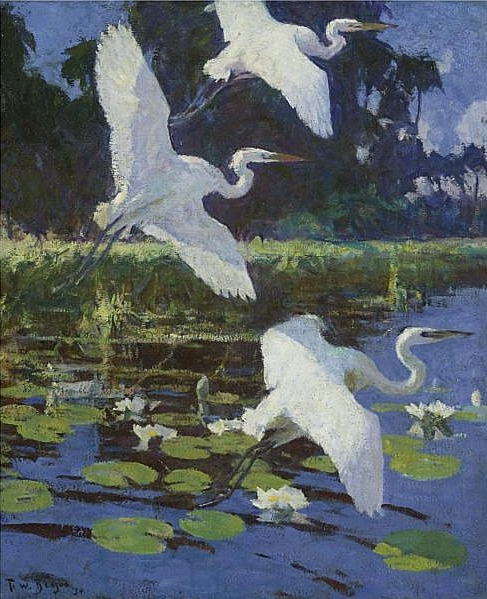
Great White Herons 1923
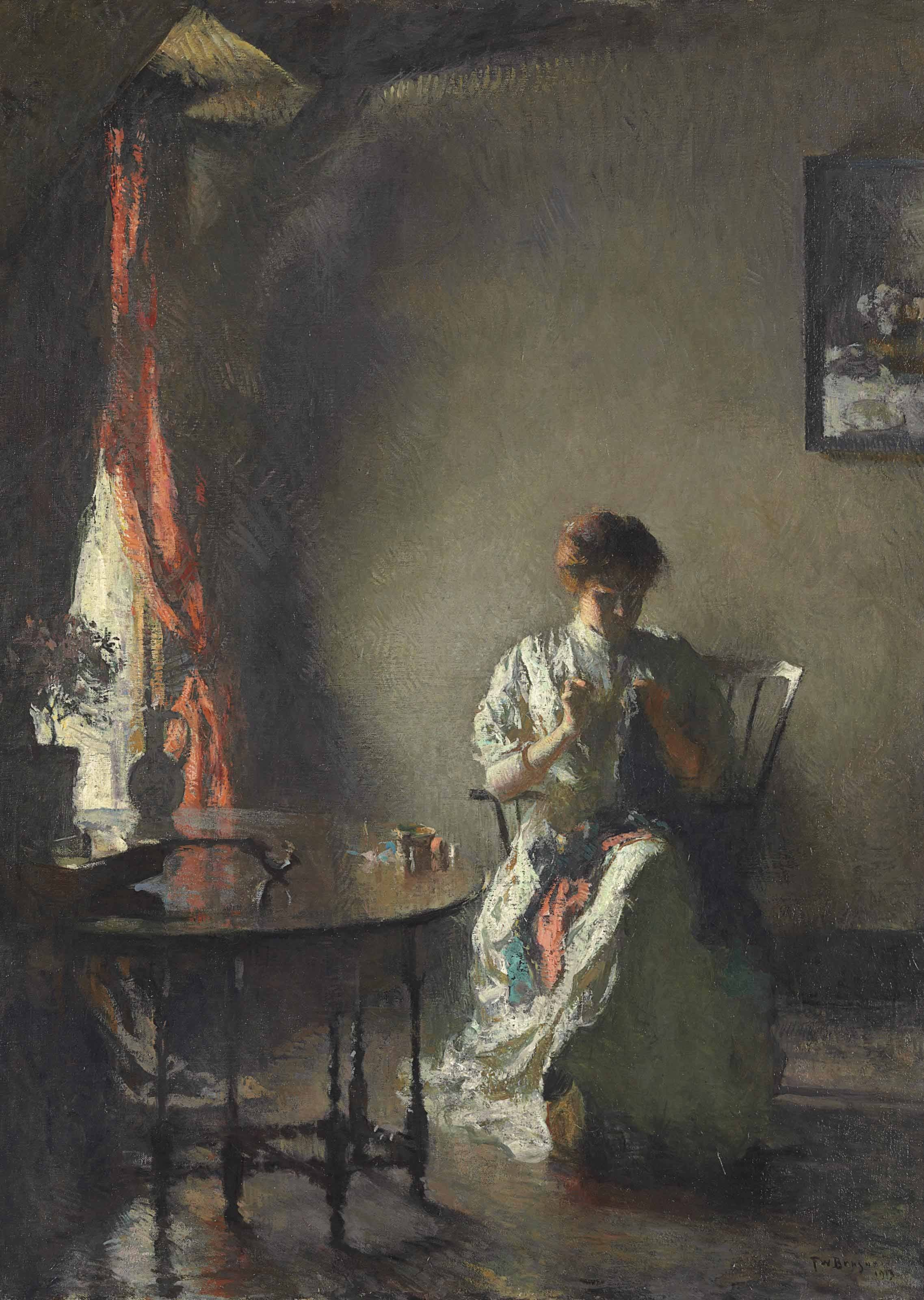
The Seamstress, 1913

## Smrt a dílo po smrti
Je pohřben na hřbitově Harmony Grove v Salemu.
Nejvyšší cena dosažená v aukci za olejomalbu od Bensona je doposud 4,1 milionu dolarů, uskutečněná v Sotheby's v roce 1995.
Dne 19. října 2006 byla v aukci prodána akvarelová malba od Bensona za 165 002 dolarů. Obraz byl předtím anonymně věnován oregonské společnosti Goodwill Industries, pravděpodobně aniž majitel věděl o jeho hodnotě. Nabídky na webu shopgoodwill.com začaly na 10 dolarech a po ověření autenticity díla se zvýšily.

## Výstavy a přehlídky
- 1885 – Po bouři na Královské akademii v Londýně
- 1889 – Národní akademie designu v New Yorku, Benson získal první cenu za obraz Orpheus
- 1891 – první soukromá přehlídka Bensonova díla, Chase Gallery, Boston s Edmundem C. Tarbellem
- 1894 – první známá výstava divokých ptáků, vystaven obraz Labutí let
- 1897 – výstava s devíti dalšími muži v New Yorku
- 1898 – první výstava Deseti amerických malířů v New Yorku
- 1899 – druhá výstava Deseti amerických malířů v New Yorku, včetně obrazu Děti v lese, prvního Bensonova impresionistického
- 1900 – Sestry byly představeny na pařížské výstavě Universelle a získaly stříbrnou medaili
- 1904 – první známá výstava zátiší od Bensona
- 1912 – první známé představení černobílých lavírovaných kreseb
- 1913 – první výstava věnovaná lavírovaným kresbám divokých ptáků, Copley Society of Art, Boston
- 1915 – poprvé vystaveny Bensonovy lepty, The Guild of Boston Artists (Cech bostonských malířů)
- 1915 – první výstava věnovaná Bensonovým leptům, George Gage Gallery
- 1915 – první výstava Bensonových leptů v New Yorku, Kennedy Galleries
- 1916 – první výstava Bensonových leptů mimo USA, Britské muzeum
- 1922 – první výstava Bensonových akvarelů v New Yorku, Bostonu a Clevelandu
- 1945 – poslední samostatná výstava leptů v galerii Arthur Harlow & Sons v New Yorku
- 1950 – Jeho poslední výstava v Pensylvánské akademii výtvarných umění[1]:s.263–264

Retrospektivní výstavy jeho prací se konaly v roce 1917 v Guild of Boston Artists,:s.241 v roce 1921 v Corcoran Gallery of Art, v roce 1924 v Carnegie Institute a Akron Art Museum, v roce 1936 v galerii Guy E. Mayer v New Yorku a v roce 1938 v Muzeu výtvarných umění v Bostonu.:s.263–264 Jeho popularita byla tak velká, že výstava překonala předchozí rekordy návštěvnosti muzea.:s.241

## Ocenění a uznání

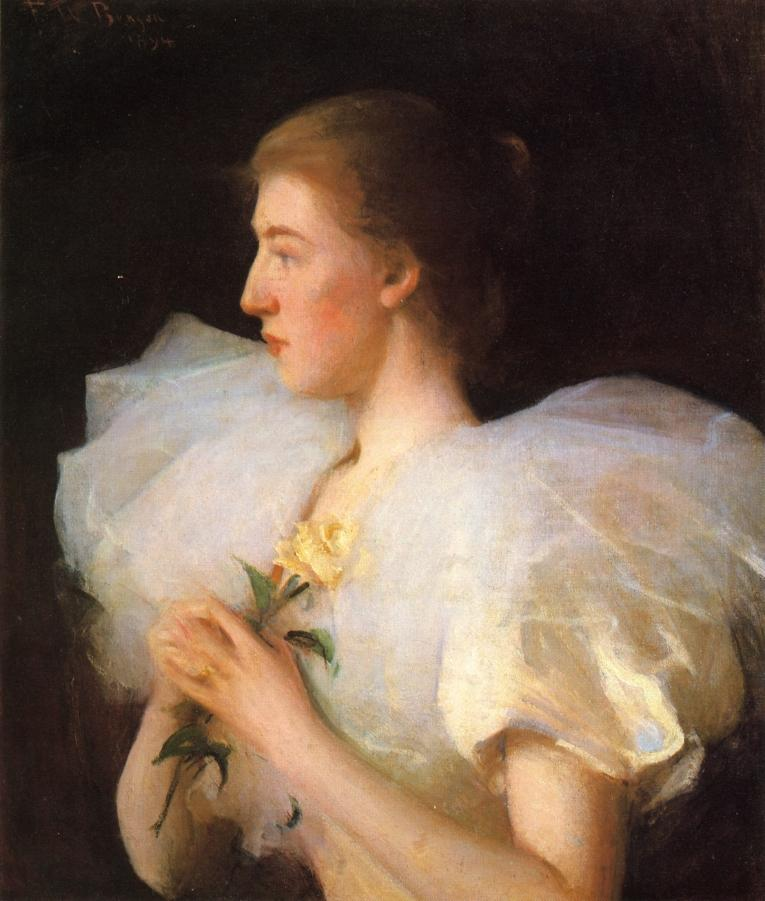
Olejomalba Emily Vanderbilt Binney, 1894

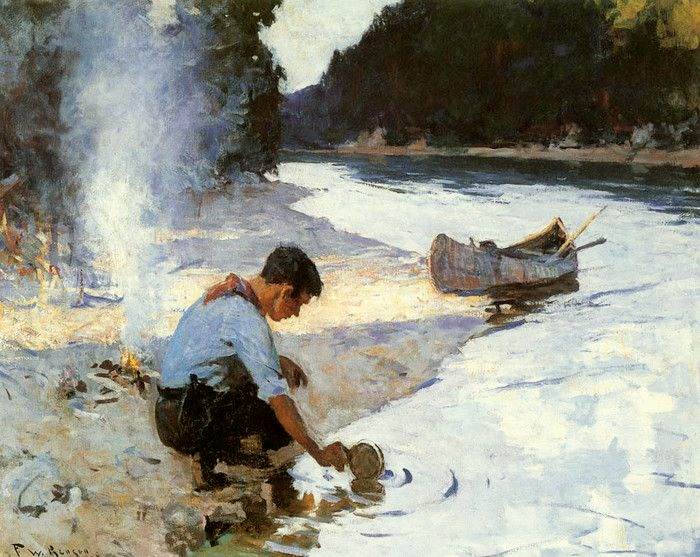
Camp, 1921

V 90. letech 19. století začal dostávat svá první ocenění, po přelomu století získal ocenění za své impresionistické obrazy a jeho akvarely a lepty z přírody získaly ocenění ve 20. a 30. letech a až do věku 86 let. V roce 1914 byl novináři nazván „nejuznávanějším americkým malířem“.
Ocenění, která Benson získal, zahrnují:
- 1889 třetí cena Hallgarten, Národní akademie v New Yorku za obraz Orfeus[1]:s.263–264[7]
- Cena Thomase B. Clarka z roku 1891, Národní akademie[6]
- Cena Shaw Fund 1896, Society of American Artists[6]
- stříbrná medaile 1900, Pařížská výstava Universelle za obraz Sestry[1]:s.263–264
- první cena 1903, Carnegie Prize, Pittsburgh[18]
- Cena Thomase R. Proctora z roku 1906, Národní akademie[6]
- Cena Nadace Henryho Warda Rangera za Zátiší nyní v National Museum of American Art[14]
- 1922 Cena Franka G. Logana za Zátiší[19]
- 1924 Cena Franka G. Logana[19]

V roce 1930 obdržel čestný titul Magistr výtvarného umění na Tufts University a v roce 1945 byl vybrán do Národního institutu písemnictví a umění.:s.264